# Béja
|  | No s'ha de confondre amb Beja. |

Béja (àrab: باجة, Bāja) és una ciutat de Tunísia, capital de la governació homònima, amb una població de 56.677 habitants i 62.303 habitants la municipalitat (2014). El seu territori abraça nombrosos llogarets i viles i amb part de la ciutat i les dependències s'han format dues delegacions: Béja Nord i Béja Sud, centrades a la ciutat.

## Etimologia
Sota el romans es deia Vaga (que vol dir ‘vaca lletera’ en llatí, però podria ser una paraula libico-púnica). Els àrabs la van anomenar Béja.

## Història
Ja existia en temps de Masinissa I i va arribar a la seva major gloria sota Jugurta, que en va fer el seu lloc principal de residència. Sota Septimi Sever va obtenir el dret municipal. Els vàndals la van malmetre, però els romans d'Orient la van reconstruir. Sota els amazics sanhadja va continuar prosperant. Amb la invasió dels Banu Hilal o hilàlides s'hi van instal·lar els Banu Riyah i hi va governar la família Banu Nizel. Sota els hàfsides la família més destacada foren els Kalchani, i sobretot Ahmed Kalchani i Amur Kalchani. En aquesta època hi va residir el cèlebre matemàtic andalusí Al-Qalassadí. Sota els otomans fou seu d'una guarnició de geníssers que hi van deixar descendents. Sota els beis, els personatges principals originaris de la ciutat foren Mohamed Touati, Messaoud Elmaghraoui, el poeta Mohamed Ech-Chefaï Ibn El-Kadhi, l'escriptor Elayyadhi El-Beji i l'historiador Mohamed Sghaïer Ben Youssef. El mercat de la ciutat era administrat directament per un representant del bei. La municipalitat es va crear per decret el 13 de juliol de 1887.

## Administració
És capital de la governació homònima, creada el 21 de juny de 1956 amb els antics caidats de Béja, Medjez El Bab i Téboursouk. El codi geogràfic de la governació és 21 (ISO 3166-2:TN-21).
A nivell de delegacions o mutamadiyyes, es divideix en dues, Béja Nord (21 51) i Béja Sud (21 52), dividides respectivament en catorze i nou sectors o imades.
Al mateix temps, forma una municipalitat o baladiyya (codi geogràfic 21 11).

## Agermanaments
Està agermanada amb Beja (Portugal) des del 1996.